# Casa de muñecas (obra de teatro)
Casa de muñecas (Et dukkehjem) es una obra de teatro de Henrik Ibsen que se estrenó el 21 de diciembre de 1879 en el Teatro Real de Copenhague.
Casa de muñecas fue escrita dos años después de Las columnas de la sociedad y fue la primera obra dramática de Ibsen que causó sensación. En la actualidad es quizá su obra más famosa y su lectura es obligatoria en muchas escuelas y universidades. Cuando Casa de muñecas se publicó, generó gran controversia, ya que critica fuertemente las normas matrimoniales del siglo XIX. Aunque Ibsen negó que su obra fuera feminista, es considerada por muchos críticos como la primera obra teatral verdaderamente feminista.

## Resumen
Nora se cree feliz casada con Torvaldo Helmer. Llevan ocho años de casados y tienen tres hijos. Además, Torvaldo asumirá en el año nuevo el puesto de director en el banco en que trabaja. Nils Krogstad intenta recuperar ante la sociedad y sus hijos su honra, pero sabe que Torvaldo lo despedirá por sus antecedentes corruptos. Para evitarlo, chantajea a Nora, quien ve cómo se derrumba su felicidad. Torvaldo no accede a su petición de que mantenga al procurador en su puesto. Este se encuentra dispuesto a todo. Sin embargo, Linde habla con él. Ella será quien lo reemplazará en el puesto; pero intenta recuperar su vida. Le propone que vivan juntos como lo deseó hace mucho tiempo Krogstad. Linde no impide que el procurador informe, a través de una carta, del crimen de Nora. Cree que él le agradecerá el haberlo salvado.
Por el contrario, Torvaldo se entera y en lugar de agradecerle por haberle salvado la vida, la humilla y juzga. En medio de los insultos y ofensas recibe unos nuevos papeles. Krogstad ha devuelto el contrato. No hará nada contra los Helmer. Torvaldo trata de reconciliarse con Nora, pero esta ha cambiado radicalmente. Se ha dado cuenta de que en su matrimonio no es más que una muñeca grande; como de niña fue una muñeca pequeña. Quiere reencontrarse consigo misma. Torvaldo le es un extraño, un egoísta. Para encontrarse consigo misma, abandonará la casa.

## Personajes
- Nora Helmer – Protagonista. Esposa de Torvaldo y madre de tres niños: Ivar, Bobby y Emmy. Aparentemente frágil y manipulable, su vida cambiará definitivamente a raíz de una serie de acontecimientos dramáticos durante el transcurso de la obra.
- Torvaldo Helmer – Marido de Nora. Cuando comienza la obra, se conoce que ha promocionado dentro del banco en el que trabaja, comenzando a trabajar como director después de la Navidad, época en la que se desarrolla la obra.
- Dr. Rank – Médico, rico y amigo de Nora y Torvaldo. Ambos lo consideran parte de la familia. Siente cierta atracción secreta por Nora. Como dato curioso, de él se cuenta que padece una especie de "tuberculosis de la espina dorsal", originada por haber nacido luego de que su padre contrajera la sífilis, la cual causó estos efectos en Rank.
- Kristine Linde – Amiga de Nora desde el colegio, viuda, busca ansiosa un empleo para sobrevivir, por lo que decidirá pedir ayuda a Nora y a su marido.
- Nils Krogstad – Empleado subordinado a Torvaldo en el banco. Padre soltero, se ve abocado a la desesperación cuando Torvaldo descubre que no ha jugado limpio en el banco y decide despedirlo. Las acciones que llevará a cabo Krogstad tras la amenaza del despido serán determinantes para el futuro de Nora y Torvaldo.
- Ivar, Bobby y Emmy – Hijos de Nora y Torvaldo. Son de muy corta edad y su papel es casi testimonial durante la obra.
- Anne Marie – Antigua niñera de Nora, ahora se dedica al cuidado de los niños del matrimonio Helmer.
- Helene – Joven asistente de los Helmer.

## Películas
- Casa de muñecas (1945) dirigida por Ernesto Arancibia.
- Nora (1944) dirigida por Harald Braun.
- A Doll's House (1972) dirigida por Joseph Losey.
- Nora Helmer (1973) dirigida por Rainer Werner Fassbinder.
- A Doll's House (1977) dirigida por Patrick Garland.
- Casa de muñecas. Versión del programa Estudio 1 de TVE, emitida el 3 de enero de 2002.

## Representaciones destacadas
La obra se estrenó en el Teatro Real de Copenhague el 21 de diciembre de 1879, interpretada por Betty Hennings como Nora y Emil Poulsen como Torvaldo. Seguirían los estrenos en los países escandinavos: Estocolmo el 8 de enero de 1880 y poco después Oslo, con Johanne Juell como Nora y Arnoldus Reimers como Torvaldo.
En el Reino Unido se estrenó en adaptación de Henry Arthur Jones en el Princess Theatre de Londres el 3 de marzo de 1884 y en Broadway el 21 de diciembre de 1889 con Beatrice Cameron como Nora Helmer. El estreno en Italia se produjo en Milán en 1891, y al frente del cartel estuvo Eleonora Duse.
Otras actrices que han interpretado el papel de Nora son Alla Nazimova (1918), Ruth Gordon (1937), Claire Bloom (1971), Liv Ullmann (1975) y Jane Fonda.

## Versiones en España
Desde su estreno en España en 1893, la obra se ha representado en numerosas ocasiones, pudiendo destacarse las siguientes:
Según el estudio clásico sobre la materia (Halfdan Gregersen Ibsen and Spain. A Study in Comparative Drama, Cambridge/Harvard University Press, 1936) la primera representación española de Casa de muñecas fue en Barcelona, por una compañía de aficionados, en 1893. El título con que se presentó, Nora apunta hacia la probabilidad de que la traducción, en catalán, fuese de la versión alemana, que utilizó ese nombre.
En la primavera de 1899 llega a Madrid por la compañía italiana de Teresa Mariani. Datos recogidos del prólogo y traducción de Casa de muñecas, Hedda Gabler de Alberto Adell de la Editorial Alianza
- Teatro de la Princesa, Madrid, 1907 (Estreno).
  - Intérpretes: Carmen Cobeña (Nora), Francisco Morano, Pepita Cobeña, Ricardo Calvo Agosti, Leovigildo Ruiz Tatay.
- Teatro Eslava, Madrid, 1917. En versión de Gregorio Martínez Sierra[2]
  - Intérpretes: Catalina Bárcena (Nora), Concha Catalá, Paco Hernández, Manolo París, Ricardo de la Vega.
- Teatro Reina Victoria, Madrid, 1928[3]
  - Intérpretes: Josefina Díaz (Nora), Santiago Artigas, Manuel Díaz González, Isabel Zurita.
- Teatro Eslava, Madrid, 1961[4]
  - Dirección: Juan de Prat Gay.
  - Intérpretes: María Cuadra (Nora), Enrique Diosdado, Carlos Mendy, Margarita Lozano, Ángel Terrón, Adriana Robles, Salvador Parra.
- Teatro Bellas Artes, Madrid, 1983. En versión de Ana Diosdado,[5]
  - Dirección: José María Morera.
  - Intérpretes: Amparo Baró (Nora), José María Pou, José Andrés Álvarez, Ana María Barbany, Joaquín Kremel, Ricardo Tundidor, Asunción Balaguer, María Adánez.
- Teatro Albéniz, Madrid, 2001[6]
  - Dirección: María Ruiz.
  - Intérpretes: Ángeles Martín (Nora), Pedro Casablanc, Manuel Morón, Lola Casamayor, Modesto Fernández, Isabel Osca.
- Teatro Fernán Gómez, Madrid, 2011.
  - Dirección: Amelia Ochandiano.
  - Intérpretes: Silvia Marsó (Nora), Roberto Álvarez, Pep Munné, Rosa Manteiga y Pedro Miguel Martínez.
- Teatro Bellas Artes, Madrid, 2019. Secuela de la obra con el título de La Vuelta de Nora – Casa de Muñecas 2, escrita por el estadounidense Lucas Hnath en 2017.
  - Dirección: Andrés Lima.
  - Intérpretes: Aitana Sánchez-Gijón (Nora), Roberto Enríquez, María Isabel Díaz Lago, Elena Rivera.

Fue emitida por Televisión española en cuatro ocasiones:
- Primera fila, 22 de julio de 1964.
  - Dirección: Juan Guerrero Zamora.
  - Intérpretes: Elena María Tejeiro (Nora), Paco Morán, Tomás Blanco, Luchy Soto, Luis Peña, Mary González.[7]
- Teatro de siempre, 5 de enero de 1968.
  - Adaptación: Pedro Gil Paradela.
  - Dirección: Ricardo Lucía.
  - Intérpretes: Berta Riaza (Nora), Francisco Piquer (Torvaldo), Agustín González (Krogstad), Andrés Mejuto (el Dr. Rank), Mayrata O'Wisiedo (Cristina Linde), Paloma Pages (Ana María), Antonio Adán, Diego Calvo, Elisa Bigoñi,[8] y Carmen Segarra.[9]
- Teatro de siempre, 11 de febrero de 1971, con el título Casa de muñecas II.
  - Dirección: Josefina Molina
  - Intérpretes: Julieta Serrano (Nora), Fernando Delgado, Antonio Casal y Alfredo Mayo.[10]
- Estudio 1, 3 de enero del 2002.
  - Dirección: Manuel Armán.
  - Intérpretes:  Amparo Larrañaga (Nora),  Pedro Mari Sánchez (Torvald), Juan Diego (Rank), Joaquín Notario (Krostag), Pepa Pedroche (Cristina), Paca Ojea (Ana), Elisa Martínez Sierra (Elena), Steve Emerson (el Cónsul), Magdalena Muñoz (la Esposa del Cónsul), Jaime Sánchez con Alejandro Díaz y Lorena Martín (Hijos de Nora), María Remis (Hija de Krogstad) y Gerardo Villar (un Mozo).[11]